# Kadja järv
Kadja järv (Kadjasjön) är en sjö i Kaiu kommun i landskapet Raplamaa i Estland. Den ligger vid byn Kuimetsa, 50 km sydost om huvudstaden Tallinn. Kadja järv ligger 76 meter över havet och arean är 10,5 hektar. Den avvattnas av Atla jõgi.  
Trakten ingår i den hemiboreala klimatzonen. Årsmedeltemperaturen i trakten är 2 °C. Den varmaste månaden är juli, då medeltemperaturen är 16 °C, och den kallaste är januari, med −12 °C.